# Schwarzer Halsbock
Der Schwarze Halsbock (Leptura aethiops; Synonym: Strangalia aethiops) ist ein Käfer aus der Familie der Bockkäfer (Cerambycidae). Die Art ist in Mittel-, West- und Südosteuropa sowie über weite Teile Nordasiens verbreitet. Es handelt sich um eine von 36 Arten seiner Gattung in der Paläarktis, vier davon kommen in Europa vor.

## Merkmale
Der Schwarze Halsbock erreicht eine Körperlänge von 10 bis 15 Millimetern. Die gestreckten Flügeldecken, das Pronotum und auch die Beine sind vollständig schwarz gefärbt. Die  Elytren sind fein schwarz, seltener gelb, behaart.

## Verbreitung
Der Schwarze Halsbock ist in Mittel-, West- und Südosteuropa verbreitet, kommt jedoch nicht in Skandinavien vor. Zudem lebt er im Kaukasus, in Sibirien, der Mongolei, China, Korea und Japan und wird als sibirisches Faunenelement betrachtet. In Deutschland und in Österreich ist er in allen Bundesländern nachgewiesen und in der Schweiz gilt er als verbreitet.

## Lebensweise
Der Schwarze Halsbock kommt sowohl im Tiefland wie auch in bergigen Regionen vor, wobei er vor allem feuchte Laub- und Bruchwälder als Lebensraum bevorzugt. Die Käfer finden sich in Mitteleuropa vor allem in feuchten Wiesen im Bereich von Erlenbeständen oder auch in Erlenbruchwäldern, er gilt entsprechend als hygrophile (feuchtigkeitsliebende) Art. Die Imagines erscheinen in der Regel im Mai bis Juni, seltener bis August. Sie besuchen blühende Doldenblütlern (Apiaceae) wie Bärenklau (Heracleum) sowie anderen Blütenpflanzen wie Margeriten (Leucanthemum),  Knäuelgras (Dactylis glomerata), Schafgarbe (Achillea millefolium) und Rubus-Arten.
Die Entwicklungszeit der Larven dauert wahrscheinlich mehrere Jahre. Die Tiere sind polyphag und entwickeln sich vor allem im Holz von Erlen (Alnus). Die Larven wurden jedoch aus dem morschen Holz von Birken (Betula), Eichen (Quercus), Gemeine Hasel (Corylus avellana), Weiden (Salix) und  Linden (Tilia), seltener aus Kiefern (Pinus) oder der Hainbuche (Carpinus betulus)  dokumentiert. Die Eiablage erfolgt in dünne Stämme und Äste, in denen sich die Larven entwickeln.

## Systematik

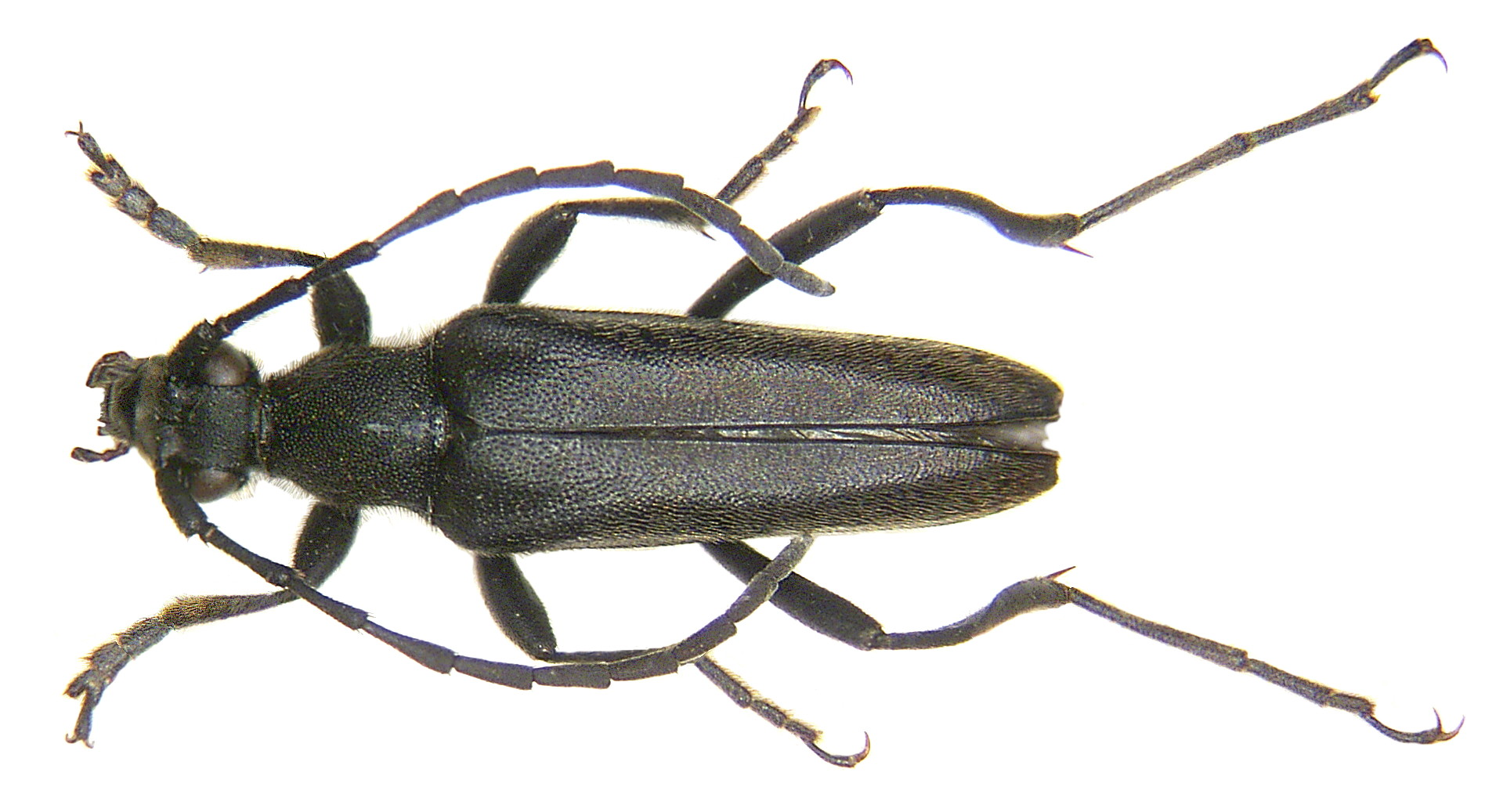
Schwarzer Halsbock (Leptura aethiops)

Der Schwarze Halsbock ist eine eigenständige Art der Bockkäfer (Cerambycidae) und wird dort in die Gattung Leptura (Linnaeus, 1758) innerhalb der Schmalböcke (Lepturinae) eingeordnet. Die wissenschaftliche Erstbeschreibung stammt von dem Naturforscher Nicolaus Poda von Neuhaus, der ihn 1761 beschrieb. Neben dieser Art enthält die Gattung 35 weitere Arten, mit drei weiteren in Europa.
Der Artname „aethiops“ stammt aus der griechischen Sprache und bedeutet „schwarz“, er bezieht sich entsprechend auf die schwarze Färbung des Käfers.

## Belege
1. 1 2 3 4 5 6 7 8 9 10  „Art: Leptura aethiops (Poda von Neuhaus, 1761) – Schwarzer Halsbock.“ In: Bernhard Klausnitzer, Ulrich Klausnitzer, Ekkehard Wachmann, Zdeněk Hromádko: Die Bockkäfer Mitteleuropas. Die Neue Brehm-Bücherei 499, Band 2, 4. Auflage. VerlagsKG Wolf, Magdeburg 2018, ISBN 978-389432-864-1; S. 397–398.
2. ↑  „22. Gattung: Strangalia Serville.“ In: Edmund Reitter: Fauna Germanica. Die Käfer des deutschen Reiches. K.G. Lutz, Stuttgart 1912; S. 15. (als Strangalia aethiops, Digitalisat)
3. ↑  Leptura aethiops auf biolib.cz; abgerufen am 16. April 2021.